# M49 (mina)
M49 – węgierska mina przeciwpiechotna bezpośredniego działania wzorowana na radzieckiej minie PMD-7. Początkowo produkowana z korpusem drewnianym, później polimerowym. Korpus jest dwuczęściowy, w dolnej znajduje się kostka trotylu. Przy jednym końcu dolnej części korpusu znajduje się oś części górnej, przy drugim otwór z zapalnikiem. Nadepnięcie na minę powoduje obrót górnej części korpusu, zgięcie przez jej krawędź zapalnika chemicznego i eksplozję.